# Nordland
Nordland ( PRONÚNCIA) ou Nordlanda é um dos 15 condados da Noruega.                                                                                                         

Está situado na parte sul do norte da Noruega.                                                    
Tem a 4ª maior área entre os condados do país.                                                      
A sua sede administrativa está na cidade de Bodø.

Faz fronteira a norte com o condado de Troms e a sul com o condado de Trøndelag, a leste com a Suécia e a oeste com o Mar do Norte.

Tem 38 155 km² de área (2024) e 243 000 habitantes (2024). 

| Etimologia O nome geográfico Nordland - literalmente "terra do Norte" – foi tradicionalmente usado para designar todo o Norte da Noruega. Hoje em dia, o termo designa apenas a parte sul do Norte da Noruega. |

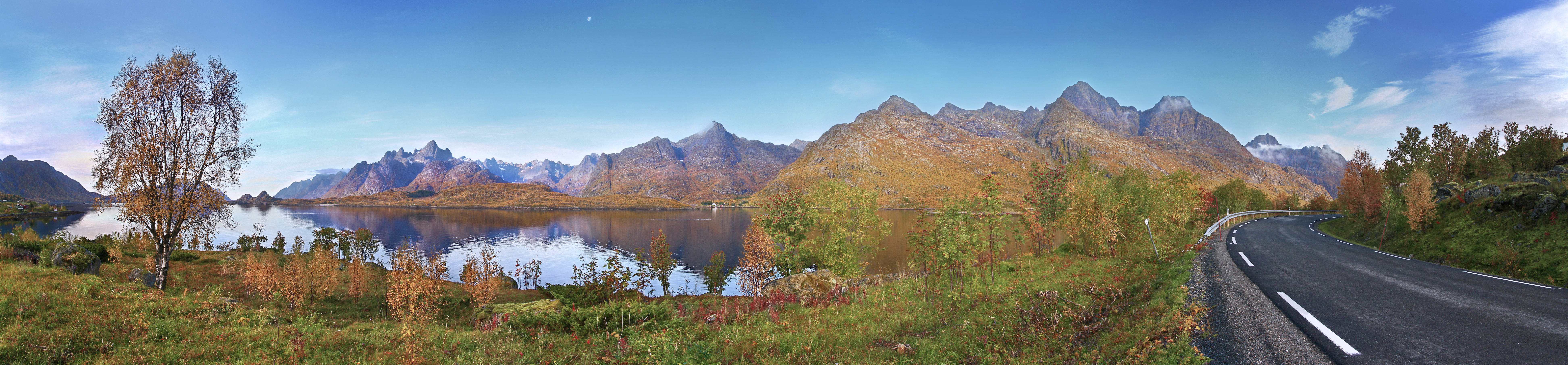
Vista panorâmica de Raftsundet, Nordland.

## Cidades
As principais cidades são:
- Bodø (42 102)
- Mo i Rana (18 898)
- Narvik (14 092)

## Comunas
- Alstahaug
- Andøy
- Ballangen
- Bodø
- Beiarn
- Bindal
- Bø i Vesterålen
- Brønnøy
- Dønna
- Evenes
- Fauske
- Flakstad
- Gildeskål
- Grane
- Hamarøy
- Hadsel
- Hattfjelldal
- Hemnes
- Herøy i Nordland
- Leirfjord
- Lødingen
- Lurøy
- Meløy
- Moskenes
- Narvik
- Nesna
- Øksnes
- Rana
- Rødøy
- Røst
- Saltdal
- Sømna
- Sortland
- Sørfold
- Steigen
- Tjeldsund
- Træna
- Tysfjord
- Vågan
- Vefsn
- Vega
- Værøy
- Vevelstad
- Vestvågøy

Nota: A antiga comuna de Skjerstad foi incorporada à comuna de Bodø em 1 de janeiro de 2005.

Condado de Nordland
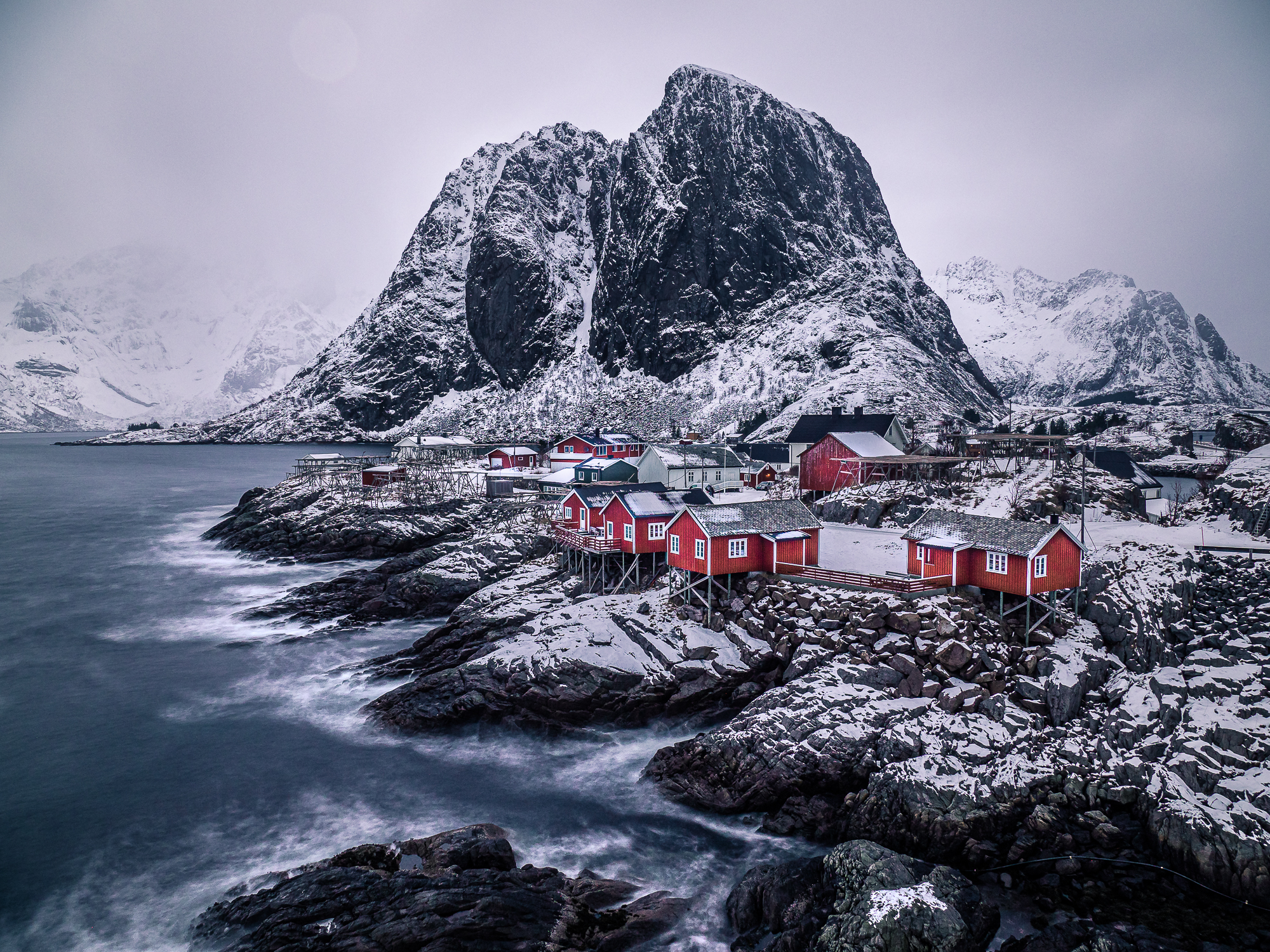
A pequena povoação de Hamnøy, no arquipélago de Lofoten
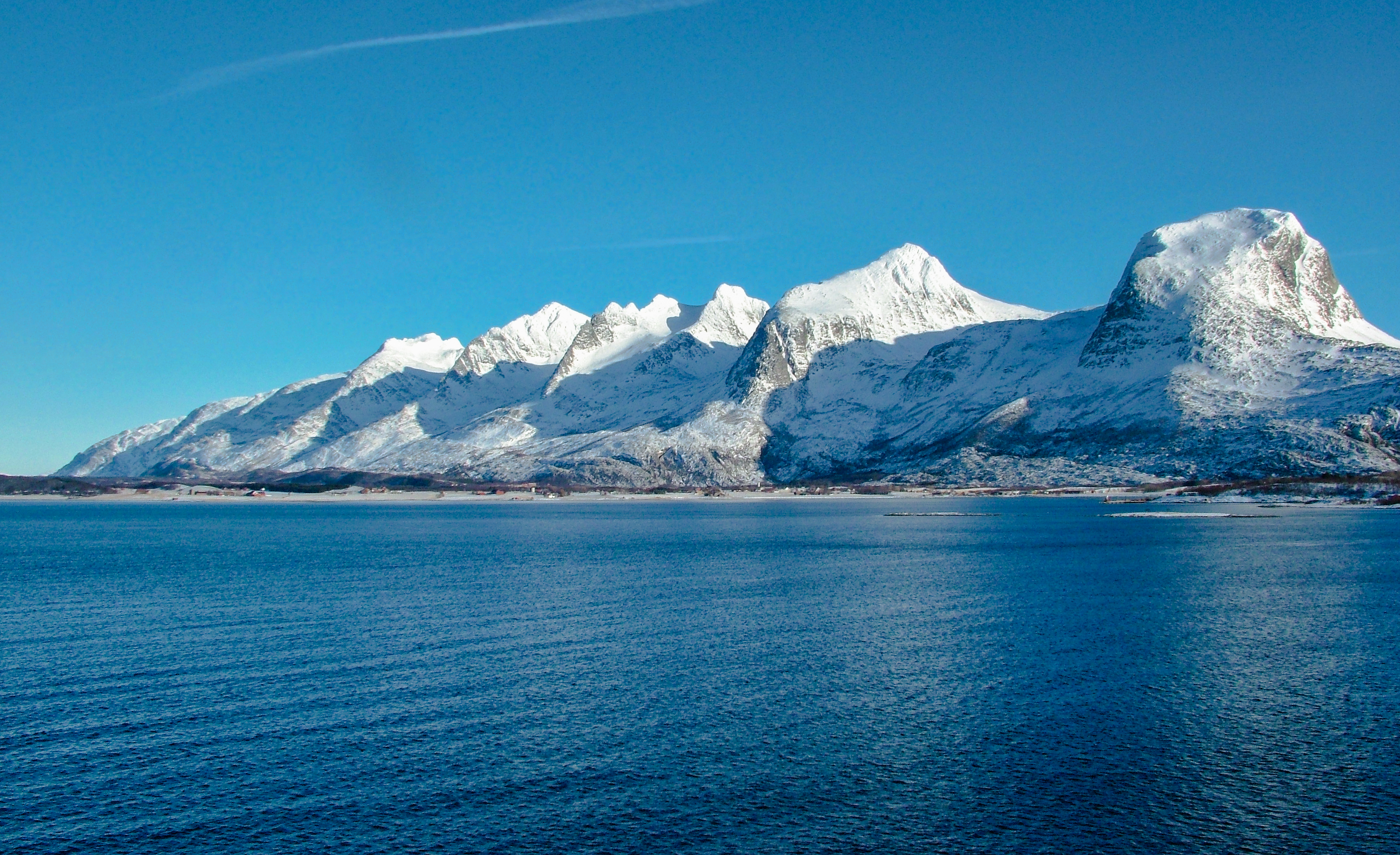
”As sete irmãs” (De syv søstre), na ilha de Alsten